# صاحب الجلالة (لقب)

«صاحبة الجلالة», هو نعت فخري تحكمه الاتفاقيات الدبلوماسية للإشارة إلى الملك (الملك، الملكة، السلطان، الأمير الحاكم، الأميرة الحاكمة، الإمبراطور أو الإمبراطورة). يتم استخدامه وفق بروتوكول.
بالنسبة لرؤساء الجمهوريات، يستخدم مؤهل «صاحب الفخامة» في معظم الحالات. مثلا: فخامة السيد أمادو توماني توري، رئيس جمهورية مالي .

## ملوك بنعت «جلالة الملك»
| الملوك                       | الدول                                              |
| ---------------------------- | -------------------------------------------------- |
| الملك حمد الثاني             | البحرين                                            |
| الملك فيليب                  | بلجيكا                                             |
| الملك جيغمي خيسار            | بوتان                                              |
| السلطان حسن البلقية          | بروناي                                             |
| الملك نورودوم سيهاموني       | كمبوديا                                            |
| الملكة مارجريت الثانية       | الدنمارك                                           |
| الملكة اليزابيث الثانية      | أنتيغوا وباربودا                                   |
| الملكة اليزابيث الثانية      | أستراليا                                           |
| الملكة اليزابيث الثانية      | جزر البهاما                                        |
| الملكة اليزابيث الثانية      | باربادوس                                           |
| الملكة اليزابيث الثانية      | بليز                                               |
| الملكة اليزابيث الثانية      | كندا                                               |
| الملكة اليزابيث الثانية      | غرناطة                                             |
| الملكة اليزابيث الثانية      | جزر سليمان                                         |
| الملكة اليزابيث الثانية      | جامايكا                                            |
| الملكة اليزابيث الثانية      | زيلاندا الجديدة                                    |
| الملكة اليزابيث الثانية      | بابوا غينيا الجديدة                                |
| الملكة اليزابيث الثانية      | المملكة المتحدة لبريطانيا العظمى وأيرلندا الشمالية |
| الملكة اليزابيث الثانية      | سانت لوسيا                                         |
| الملكة اليزابيث الثانية      | سانت كيتس ونيفيس                                   |
| الملكة اليزابيث الثانية      | سانت فنسنت وجزر غرينادين                           |
| الملكة اليزابيث الثانية      | توفالو                                             |
| الملك فيليب السادس           | إسبانيا                                            |
| الإمبراطور ناروهيتو          | اليابان                                            |
| الملك عبدالله الثاني         | الأردن                                             |
| الملك ليتسي الثالث           | ليسوتو                                             |
| الملك محمد فارس البتراء      | ماليزيا                                            |
| الملك محمد السادس            | المملكة المغربية                                   |
| الملك هارالد الخامس          | النرويج                                            |
| السلطان قابوس بن سعيد        | عمان                                               |
| الملك ويليم ألكسندر          | هولندا                                             |
| الملك كارل السادس عشر غوستاف | السويد                                             |
| الملك مسواتي الثالث          | سوازيلاند                                          |
| الملك راما العاشر            | تايلاند                                            |
| الملك توبو السادس            | تونغا                                              |

## الملوك مع نعت آخر
خادم الحرمين الشريفين
الملك سلمان بن عبد العزيز - المملكة العربية السعودية

### تأهيل صاحب السمو الملكي
| الملوك            | الدول     |
| ----------------- | --------- |
| الدوق الكبير هنري | لوكسمبورج |

### نعتالسمو الأميري
| الملوك                 | الدول      |
| ---------------------- | ---------- |
| الأمير هانز آدم الثاني | ليختنشتاين |
| الأمير ألبرت الثاني    | موناكو     |

### نعتصاحبالسمو
| الملوك              | الدول                    |
| ------------------- | ------------------------ |
| الأمير محمد بن زايد | الإمارات العربية المتحدة |
| الأمير صباح الرابع  | الكويت                   |
| الأمير تميم بن حمد  | قطر                      |
| الأمير توفوجا إيفي  | ساموا                    |

### نعت قداسة
| الملوك        | الدول     |
| ------------- | --------- |
| الدالاي لاما  | التبت     |
| البابا فرنسيس | الفاتيكان |